# Mălăiești (okręg Vaslui)
Mălăiești – wieś w Rumunii, w okręgu Vaslui, w gminie Vutcani. W 2011 roku liczyła 370 mieszkańców.